# Germa (Líbia)
Germa o Djerma (àrab: جرمة, Jarma) és una ciutat que es troba al sud-oest de Líbia.
Coneguda en l'antiguitat com a Garama (grec antic: Γαράμη), va ser la capital dels garamants, un poble amazic saharià.

## Geografia
Germa es troba al cor del Fezzan, al Sàhara libi, uns 700 km al sud de Trípoli, uns 30 km a l'est d'Ubari, uns 150 km a l'oest-sud-oest de Sebha i uns 100 km al nord-oest de Murzuch.

## Clima
Germa té un clima àrid càlid (en la classificació climàtica de Köppen). Es pot dir que no hi plou mai; la precipitació mitjana anual és d'uns pocs mil·límetres.

## Història
En l'antiguitat, l'àrea de Germa formava part del país dels garamants. Germa, que ocupa el lloc de l'antiga Garama, capital dels garamants, s'esmenta notablement al segle I pel científic romà Plini el Vell sobre l'expedició del general romà Luci Corneli Balb Menor al voltant del 20 abans de la nostra era; el geògraf grec Claudi Ptolemeu l'anomena «metròpoli».

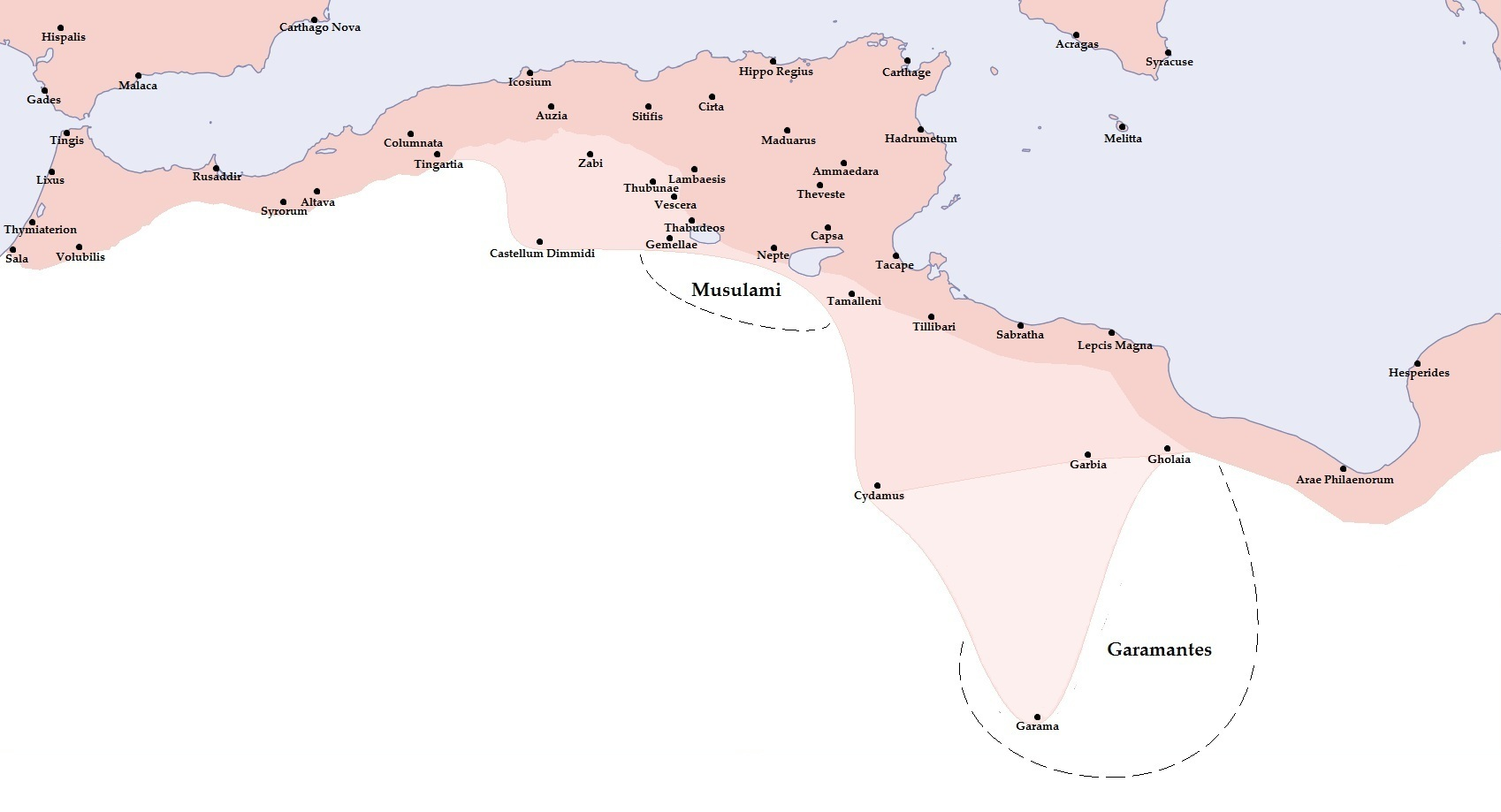
Evolució del Limes africà, sota l'emperador Septimi Sever. Septimi Sever va expandir enormement el Limes Tripolitanus (gradient de color mitjà), fins i tot exercint breument una presència militar (gradient clar) a la capital dels garamants, Garama, el 203

Els garamants sovint assaltaven la frontera africana de Roma, el Limes Tripolitanus, i es retiraven al desert. El 197, l'emperador Septimi Sever començà una campanya al Sàhara. El 203, capturà Germa, però la presència romana només hi va durar uns anys i abandonaren aviat la ciutat.
Durant l'expansió de l'Islam, Germa fou presa pel general àrab Uqba ibn Nafi el 669. Sembla que va continuar fins a Kawar (Kaouar).
Al segle xvi, va caure en mans dels otomans. La ciutat fou cedida al Regne d'Itàlia el 1912 durant la Guerra italoturca, i passà a formar part de la Líbia colonial italiana fins a la fi de la Segona Guerra Mundial.
A la dècada dels 1960, els arqueòlegs Charles Daniels i Mohammed Ayoub excavaren l'antiga ciutat de Garama. La recerca actual indica que Garama tenia una població d'uns 4.000 habitants. El declivi també se n'atribueix al consum excessiu d'aigua i a l'escassetat d'aigua pel deteriorament del clima.